# Lotte Group
 (janvier 2012).
Si vous disposez d'ouvrages ou d'articles de référence ou si vous connaissez des sites web de qualité traitant du thème abordé ici, merci de compléter l'article en donnant les références utiles à sa vérifiabilité et en les liant à la section « Notes et références ».
Pour les articles homonymes, voir Lotte.
Le groupe Lotte de Corée du Sud, (Hangul:"롯데", "Lottoi", "Rotde" en Romanisation révisée du coréen) est une chaebeol, c'est-à-dire, un groupe d'entreprises coréennes ayant des participations croisées entre elles. L'entreprise a été fondée en 1967 par Shin Kyuk-Ho. Son cœur d’activité est l'agroalimentaire mais ses activités s’étendent à la grande distribution, le tourisme, la chimie, la construction, la machinerie, la finance, le sport et les services. 

## Histoire du groupe Lotte de Corée du Sud

### Le nom Lotte et son slogan
L'origine du nom Lotte, ロッテ écrit en katakana japonais, syllabaire utilisé pour la retranscription des mots d'origine étrangère, ne vient donc pas du japonais et non plus du coréen. Shin Kyuk-Ho dit avoir été inspiré par le personnage Charlotte, Lotte de son surnom, du livre Les Souffrances du jeune Werther de Johann Wolfgang von Goethe. 
Le slogan "お口の恋人ロッテ, en romaji o kuchi no koibito Lotte,  Le Chéri de votre bouche, Lotte", a été également inspiré du livre et plus spécifiquement de l'amour éternelle de Charlotte qui "est enfoui au plus profond des cœurs de tant de gens dans le monde."  À noter que le slogan n'est pas utilisé en Corée du Sud.

### Origine
Le fondateur de Lotte Shin Kyuk-Ho, un zainichi coréen, a créé le groupe Lotte au Japon en juin 1948. Encouragé par la normalisation des relations diplomatiques entre la Corée du Sud et le Japon en 1965, il a décidé d'investir et d'ouvrir la première filière à l’étranger du groupe Lotte. En 1967, Lotte Confectionary est fondé et fut la base du groupe Lotte en Corée du Sud. 

### Développement du groupe
Après être entré en Corée du Sud, le groupe s'est très vite développé par la création de nouvelles activités et par des rachats d'entreprise. Deux facteurs ont eu une certaine importance dans le rapide développement de Lotte en Corée du Sud. Tout d'abord, la situation économique coréenne par rapport à celle du Japon rendant la Corée du Sud, un pays peu cher pour les investissements. Ensuite, la nationalité de Shin Kyuk-Ho, l'aidant manifestement à recevoir les faveurs du gouvernement coréen. 

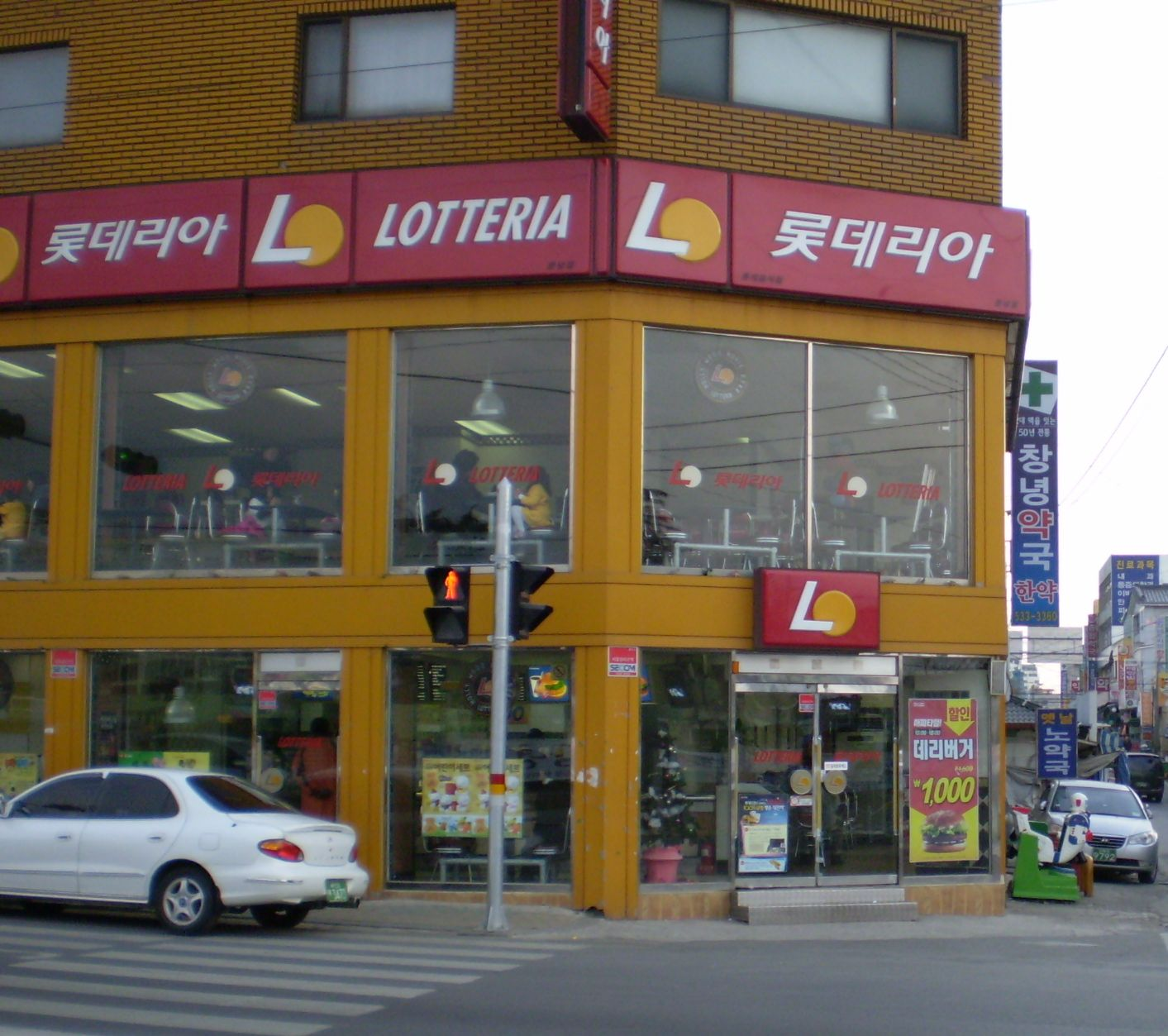
Lotteria à Changnyeong

Une année après la création de Lotte confectionery en 1967, la diversification des activités commence très tôt en créant Lotte Aluminium. En 1973, Lotte étend ses activités dans l’hôtellerie avec la création de Lotte Hotel. La même année, les activités d'ingénierie et de machinerie débute. Lotte établit aussi Lotte Pioneer, une coentreprise issue des activités du groupe japonais d’électronique Pioneer. En 1974, Lotte ouvre ses activités d’échanges commerciaux. En 1978, Lotte complète ses activités agroalimentaire avec l'ouverture de Lotte Ham & Milk. En 1979, Lotte ouvre Lotteria, leur chaine de restauration rapide. La même année, Lotte étend ses activités à la distribution de détail en établissant Lotte Shopping. En 1980, Lotte poursuit l'expansion de ses activités d'agroalimentaire en créant Lotte Freezing. En 1982, Lotte se lance dans les activités de publicité en ouvrant Daehong Communications. La même année, Lotte se lance dans le sport en fondant l’équipe de baseball des Lotte Giants. En 1985, Lotte renforce ses activités dans la photographie en établissant la division coréenne de Canon. En 1989, Lotte complète son projet de se lancer dans les parcs d'attractions en complétant la construction de Lotte World. En 1995, Lotte lance ses opérations d'investissement avec Lotte Capital. En 1996, Lotte ouvre ses opérations de logistique avec Lotte Logistics. La même année, les activités en ligne sont lancées avec l’établissement de Lotte.com et de Lotte data Communication. En 2000, Lotte étend ses activités dans l'agroalimentaire à la boulangerie et en créant Lotte Boulangerie et sa chaine de boulangerie et pâtisserie, Bonespe.
Le groupe fait l’objet d’enquêtes depuis 2016 pour des faits de fraude fiscale et de versements de pots-de-vin. Son vice-président se suicide en août 2016.

### Acquisitions

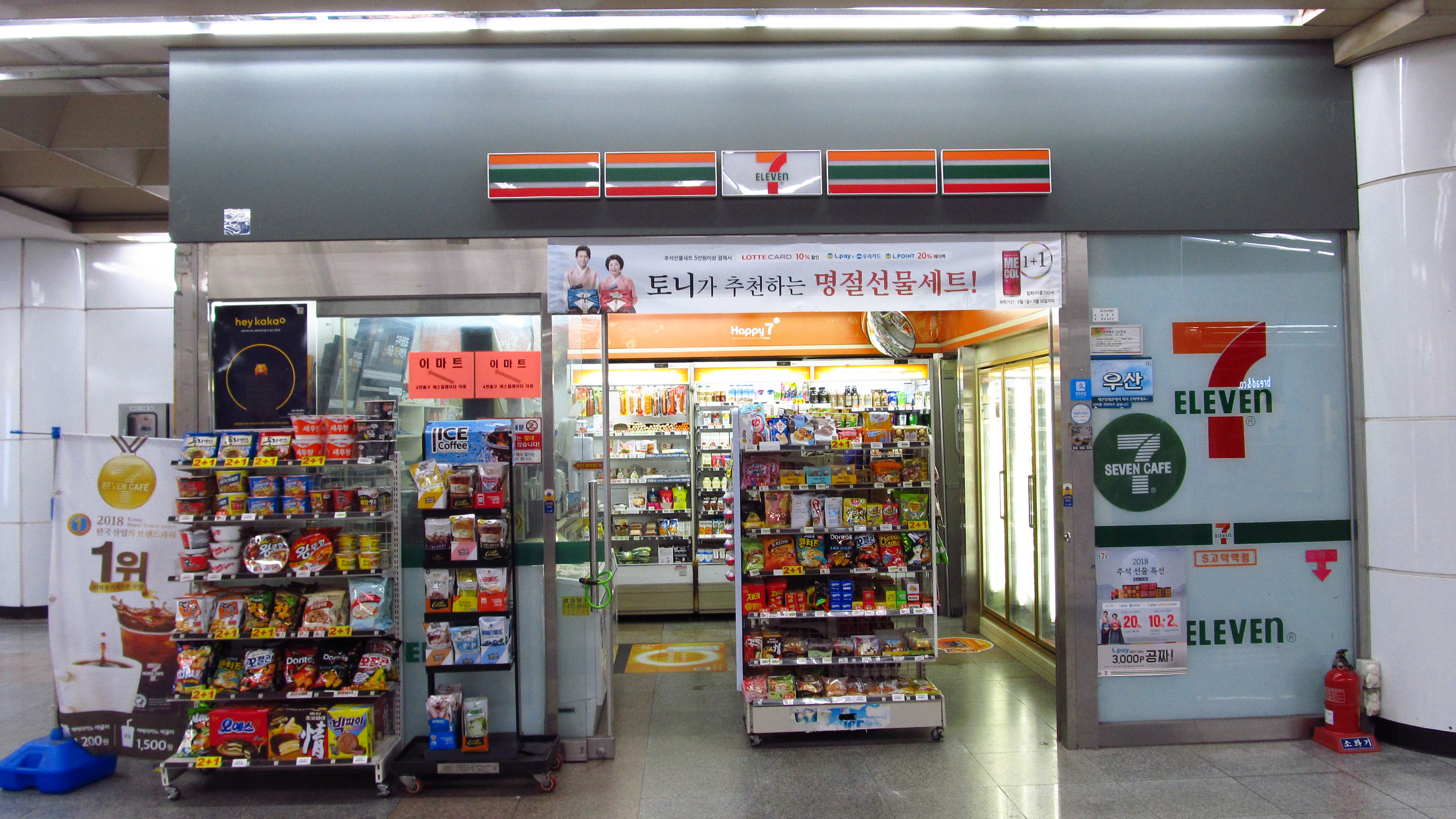
Supérette 7-Eleven à la station Godeok à Séoul

La première entreprise à être rachetée fut Chilsung Han-Mi Beverage en 1974 qui devenu Lotte Chilsung Beverage. Cette entreprise est à l'origine de l’emblématique boisson Chilsung Cider. En 1976, Lotte se lance dans la pétrochimie avec le rachat de Honam Petrochemical. En 1978, l'entreprise agroalimentaire Samkang est rachetée pour créer Lotte Samkang. La même année, l'entreprise de construction Pyunghwa Construction est rachetée pour créer Lotte Engineering & Construction. En 1980, Lotte se lance dans la photographie en rachetant les activités coréennes de Fujifilm. En 1994, Lotte rachète Korea Seven qui opérait les supérettes 7-Eleven ouverte 7 jours sur 7 et 24 heures sur 24. En 2001, Lotte diversifie ses activités à la pharmacie en rachetant IY&F et en changeant le nom en Lotte Pharmaceutical. En 2002, Lotte rachète Dongyang Card et devient Lotte Card. En 2004, Lotte renforce son activité de chimie en rachetant KP Chemical. En 2006, Lotte lance ses opérations de vente en ligne avec le rachat de Woori homeshopping.

### Développement du groupe à l'international
En 2005, Lotte Chilsung Beverage est la première division du groupe Lotte à s'entendre à l'international. Ils ouvrent leurs activités en Chine en établissant Lotte Odeori Beverage et Lotte Whabang Beverage. La même année, Lotte Confectionary, le cœur du groupe Lotte en Corée du Sud, lance ses activités en Chine. Fin 2006, Lotte Department Store s’étend à l'international en ouvrant ses opérations en Russie. Fin 2007, Lotte Mart étend ses activités en Chine et en Europe avec une fusion et acquisition de Makro.
En juin 2016, Lotte renonce à introduire en bourse sa filiale hôtelière pour 3,5 milliards d'euros, à la suite d'un scandale de fraude.

## Activités
Le groupe Lotte divise ses activités en 5 secteurs.

### Agroalimentaire
Les activités d'agroalimentaires sont formées par ces entreprises: Lotte Confectionery, Lotte Chilsung Beverage, Lotte Ham, Lotte Samkang, Lotteria, Lotte Fresh Delica, Lotte Boulangerie
Lotte Pharm, Lotte Shopping - Food Division, T.G.I. Friday's, Krispy Kreme, Wellga, Lotte Liquor. 

### Distribution & Tourisme
Les activités dans la distribution et le tourisme sont représentées par ces entreprises: Lotte Hotel, Lotte DFS, Lotte Hotel Busan, Lotte Shopping, Lotte Mart, Lotte Supermarket, Lotte Cinema, Lotte Midopa, Lotte.com, Lotte World, Lotte Corporation, Lotte Logistics, Korea Seven, Lotte Station Building, Lotte Skyhill C.C., Lotte Trading, FRL Korea, Lotte Asahi Liquor, Lotte Home shopping et Lotte JTB.

### Chimie, construction & machinerie
Les activités de chimie, construction et machinerie sont représentées par: Honam Petrochemical, KP Chemical, Lotte Engineering & Construction, Lotte Engineering & Machinery Mfg., Lotte Aluminum, Lotte Electronics et KP Chemtech. 

### Finance, information & service
Les activités de finance, information et service sont représentées par: Lotte Card, Lotte Capital, Lotte Insurance, Korea Fujifilm, Canon Korea Business Solutions, Lotte Data Communication, Daehong Communications, Lotte Asset Development et Mybi. Ils ont aussi une filiale spécialisée dans la production cinématographique, Lotte Company, qui a produit notamment Solar Crisis.

### Activités sociale, support, recherche & développement
Les activités sociales, de support, de recherche et de développement sont représentées par: Lotte R&D Center, Lotte Human Resource Development Center, Lotte Merchandising Service Center, Lotte Scholarship Foundation, Lotte Welfare Foundation et Lotte Giants. 

## Situation financière
Le groupe Lotte de Corée du Sud, bien que fondé par le groupe Lotte du Japon, compte pour plus de 85 % du chiffre d'affaires des deux groupes réunis. En 2010, il s’élevait à plus de 27 milliards d'euros. Le bénéfice net était d'environ 1 milliard 400 millions d'euros.